# Emiliano Zapata (gmina)

Położenie gminy Emiliano Zapata na mapie stanu Tabasco

Emiliano Zapata – gmina we wschodniej części meksykańskiego stanu Tabasco, położona u podstawy półwyspu Jukatan, w odległości około 150 km od wybrzeża Zatoki Meksykańskiej. Jest jedną z 17 gmin w tym stanie. Siedzibą władz gminy jest miasto Emiliano Zapata. Nazwa gminy została nadana na cześć meksykańskiego rewolucjonisty, przywódcy chłopskiej partyzantki Emiliano Zapaty. 
Ludność gminy Benito Juárez w 2005 roku liczyła 26 576 mieszkańców, co czyni ją jedną z najmniej liczebnych gmin w stanie Tabasco.

## Geografia gminy
Powierzchnia gminy wynosi 437,40 km² zajmując tylko 1,78% powierzchni stanu, co czyni ją jedną z najmniejszych w stanie Tabasco. Obszar gminy jest równinny, a położenie u nasady półwyspu sprawia, że powierzchnia jest wyniesiona ponad poziom morza tylko o 30 m. Teren w dużej części pokryty jest lasami, które mają charakter lasów deszczowych. Klimat jest ciepły (rekordowa najniższa zanotowana temperatura wynosi 14 °C) ze średnią roczną temperaturą wynoszącą 26,6 °C oraz z niewielką roczną amplitudą, gdyż średnia najcieplejszego miesiąca (maj) wynosi 30,9 °C, podczas gdy średnia najchłodniejszego (styczeń) wynosi 22,7 °C. Wiatry znad Morza Karaibskiego przynoszą dużą ilość gwałtownych opadów (głównie w lecie), czyniąc klimat wilgotnym opadami na poziomie 1864  mm rocznie.

## Gospodarka
Gmina ze względu na położenie i słabą infrastrukturę należy do uboższych w stanie Tabasco. Ludność gminy jest zatrudniona wg ważności w następujących gałęziach: rolnictwie, hodowli, rybołówstwie, usługach i turystyce. Najczęściej uprawia się kukurydzę, ryż, sorgo, fasolę i arbuzy. Z hodowli najpowszechniejsza jest hodowla bydła mlecznego oraz bydła mięsnego. Rybołówstwo rozwija się dzięki położeniu nad jedną z największych rzek Meksyku – Río Usumacintą.